# オクシデンタル大学
オクシデンタル大学（Occidental College）は、アメリカ合衆国カリフォルニア州の私立リベラル・アーツ・カレッジ。略称はオクシ（Oxy）。

## 概要
アメリカ西海岸のリベラルアーツカレッジの伝統校。キャンパスをカリフォルニア州ロサンゼルスのイーグルロック（Eagle Rock）に置く。1887年にキリスト教長老会によって創立されたが、現在は教会との関連はない。リベラルアーツカレッジで、西海岸で最も古いリベラルアーツカレッジの１校である。スポーツ設備としては、陸上競技場は1984年のロサンゼルスオリンピックで使用された。専攻としては英文学、心理学、化学、生物学、物理学、経済学、国際政治学など多数設置されている。映画の撮影地として利用されることも多く、「近距離恋愛」や「ホリデイ」もここで撮影された。学生は、56%が女性で、44%が男性である。また、5.9%がアフリカ系アメリカ人、14.6%がアジア系アメリカ人、58%が白人、14.0%がラテン系、1.2%がネイティブアメリカンである。第44代アメリカ合衆国大統領バラク・オバマも2年間在学していた（3年次にコロンビア大学へ編入）。US NEWSのBest Colleges 2010では、リベラルアーツカレッジランキングで33位にランクされた。
小惑星(5067) Occidentalはオクシデンタル大学に因んで命名された。

## 主な出身者
主要記事：w:List of Occidental College people
- バラク・オバマ　- アメリカ合衆国大統領
- 宮澤エマ-女優。宮澤喜一内閣総理大臣の孫
- テリー・ギリアム　- モンティ・パイソンのメンバー。
- ルーク・ウィルソン - 俳優。
- ウィル・アイアトン（大谷翔平の新通訳）